# Maniganses
 (novembre 2012).
Si vous disposez d'ouvrages ou d'articles de référence ou si vous connaissez des sites web de qualité traitant du thème abordé ici, merci de compléter l'article en donnant les références utiles à sa vérifiabilité et en les liant à la section « Notes et références ».
ManiganSes est un festival international des arts de la marionnette qui se déroule dans la région administrative du Québec, Saguenay–Lac-Saint-Jean.

## Historique
À l'origine, les fondateurs du Festival international des arts de la marionnette (autrefois appelé La Semaine mondiale de la marionnette) étaient profondément convaincus de la pertinence, voire de la nécessité, de doter la région du Saguenay–Lac-Saint-Jean d'une manifestation culturelle festive, audacieuse et haute en couleur. Ce désir initial a été renforcé par l’intérêt de donner un accès direct à des cultures diverses et à des créations artistiques de qualité professionnelle. Ces orientations de départ sont à l’origine des programmations toutes publiques, composées des spectacles de formes traditionnelles ou contemporaines.
Depuis sa création officielle, en 1989, le festival a accueilli plus d'une centaine de compagnies de théâtre de marionnettes de 26 pays différents. Il a permis d’organiser plus de 18 ateliers de formation et de nombreuses expositions.[réf. nécessaire]
ManiganSes, Festival international des arts de la marionnette est devenu, au fil du temps, un festival biennal d’envergure nationale et internationale qui a un impact significatif sur le développement du théâtre en région et de l’art de la marionnette du Québec et d'ailleurs.[réf. nécessaire] Le festival accueille des artistes et des spécialistes québécois, canadiens et étrangers. Seul événement majeur en théâtre de marionnettes tout public au Canada et seul au Québec à se dérouler en région, le festival jouit d’une renommée internationale[réf. nécessaire].
Une des activités les plus marquantes est le spectacle de marionnettes géantes : de 1992 à 1998, la Semaine mondiale de la marionnette a coproduit, en partenariat avec la ville de Jonquière, un spectacle extérieur à grand déploiement présenté par le Théâtre de la Dame de Cœur.
En 2006, ManiganSes réinvente le site de la Rivière-aux-Sables, qui revêt ses apparats de fête en offrant une programmation extérieure avec, entre autres, L’Énigme du Styx, un spectacle son et lumière sur et dans la rivière.
En 2004, la Semaine mondiale de la marionnette devient ManiganSes, Festival international des arts de la marionnette.
Dorénavant, il appartiendra à ManiganSes de produire les prochaines éditions biennales du Festival international des arts de la marionnette. Et c’est ainsi que tenue traditionnellement en juillet, la 8e édition devient l'événement marquant de la rentrée culturelle automnale du Saguenay–Lac-Saint-Jean multipliant ainsi de nouveaux publics et de nouveaux partenariats.
En 2012 a eu lieu la douzième édition du Festival International des Arts de la Marionnette.
Des changements d'ordre administratifs ont empêché l'édition de 2014, mais le Festival reviendra en force à l'été 2015 sous le nom de Festival International des Arts de la Marionnette à Saguenay!

## Aujourd'hui[Quand?]
ManiganSes est devenu  : 
- initiateur de projets artistiques pour les milieux professionnel et scolaire ;
- instigateur de rencontres et de projets de formation destinés aux professionnels des arts de la scène ;
- il est également partenaire des principaux réseaux nationaux et internationaux.